# Batalla de Carmen Alto
La batalla de Carmen Alto se libró el 22 de julio de 1843 en las cercanías de Arequipa, en el Perú. Fue una de las más sangrientas batallas de la historia republicana peruana. Se dio en el marco de la revolución constitucionalista de 1843-1844. Los bandos en disputa fueron las fuerzas revolucionarias o constitucionalistas del general Ramón Castilla y las directoriales o gobiernistas del general Manuel Ignacio de Vivanco, entonces Supremo Director de la República. Triunfó Castilla, que puso así fin a la anarquía que reinaba en el país desde 1842 y entregó el poder a quien legítimamente le correspondía: el señor Manuel Menéndez.

## Contexto
Tras la muerte del presidente Agustín Gamarra en Bolivia en 1841, el Perú quedó sumido en la anarquía. Varios generales se disputaron el poder. Se sucedieron en el mando de la nación: Menéndez, Torrico, Vidal y Vivanco. Este último instauró un gobierno autoritario, que denominó el Directorio.

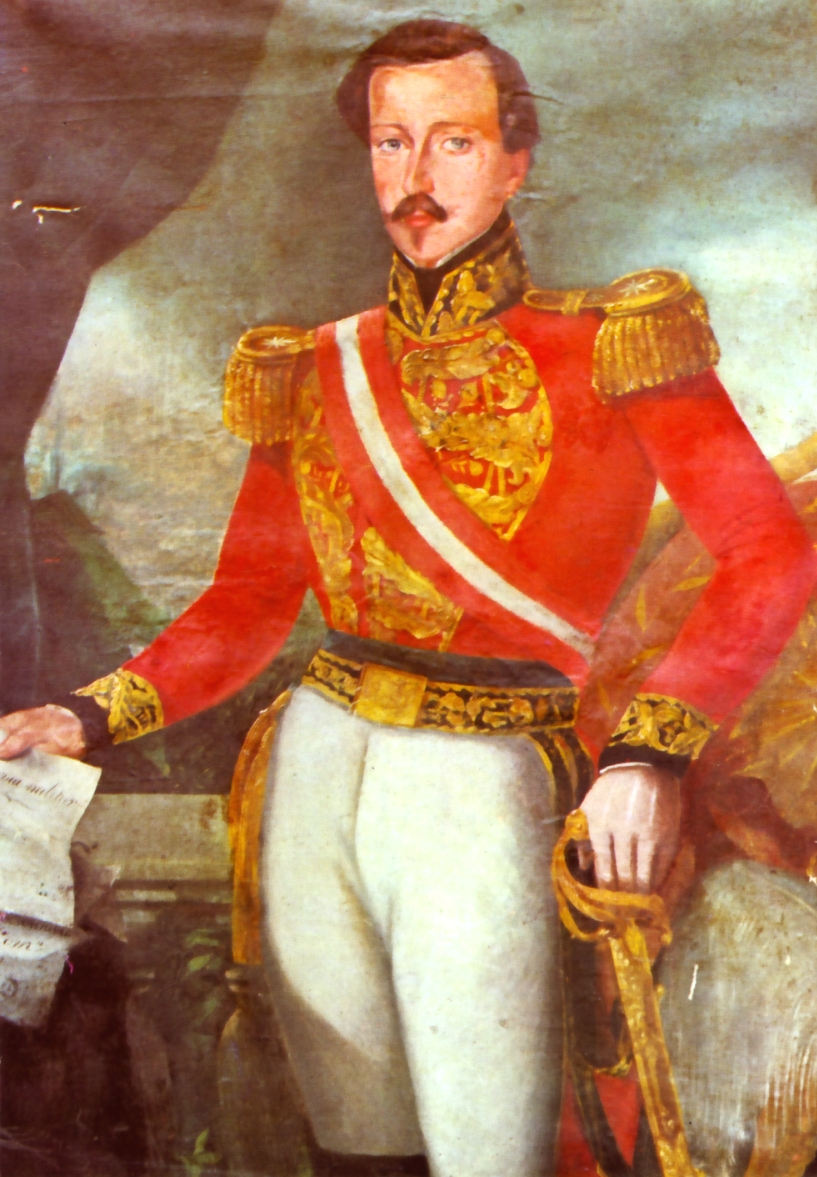
Manuel Ignacio de Vivanco.

Los generales Domingo Nieto, Ramón Castilla y Manuel de Mendiburu se propusieron acabar con las guerras de facciones y restablecer el imperio de la Constitución de 1839. Encabezaron la “revolución constitucionalista”, que se inició en Tacna el 17 de mayo de 1843, y cuya meta era acabar con el gobierno de facto del Directorio encabezado por Vivanco y restablecer a la autoridad legítima, es decir, a Manuel Menéndez, el mismo que sucediera a Gamarra en 1841, en su calidad de presidente del Consejo de Estado (cargo equivalente a vicepresidente).
Las primeras victorias de los constitucionalistas sobre los vivanquistas fueron las siguientes:
- El combate de Pachía, cerca de Tacna, el 29 de agosto de 1843 y
- El combate de San Antonio, cerca de Moquegua, el 28 de octubre de ese mismo año.

Los constitucionalistas dominaron todo el sur peruano, a excepción de Arequipa, que se mantuvo inquebrantable en su vivanquismo. Ramón Castilla, Domingo Nieto y José Félix Iguaín formaron en el Cuzco una Junta de Gobierno Provisorio (3 de septiembre de 1843), cuya presidencia asumió Nieto. Éste falleció poco después y lo reemplazó Castilla, quien así pasó a encabezar la revolución (17 de febrero de 1844).
Vivanco, viendo que se complicaba su situación, marchó hacia Arequipa, donde contaba con partidarios. Un episodio de esta guerra fue la llamada “Semana Magna”, en la que el prefecto de Lima Domingo Elías, hasta entonces leal a Vivanco, se alzó contra el Directorio y organizó la defensa de la capital ante la amenaza de las fuerzas vivanquistas comandadas por José Rufino Echenique, provenientes de Jauja (sierra central). Pero este ataque no se produjo porque Felipe Pardo y Aliaga logró convencer a Echenique que Vivanco y Castilla se preparaban para un encuentro definitivo cerca de Arequipa, y por lo tanto ya no tenía sentido atacar Lima.

## Movimientos preliminares
Vivanco, que efectivamente se hallaba en Arequipa, ante la noticia de la defección de Elías quiso dimitir. Pero desistió ante los ruegos de la población arequipeña. Arequipa era adicta a su causa y se preparó para resistir el ataque de Castilla.
Castilla y Vivanco se habían conocido en Chile, donde formaron parte del grupo de los emigrados peruanos que se aliaron con los chilenos para combatir a la Confederación Perú-Boliviana. Ya de regreso en el Perú, tomaron caminos disímiles. Eran personalidades muy opuestas. Castilla era tosco y rudo, de educación elemental, mientras que Vivanco era fino y atildado, de formación ilustrada. Castilla se refería despectivamente a Vivanco, llamándole “el cadete”.
Castilla, reforzado con las fuerzas de Miguel de San Román, avanzó hacia Arequipa y llegó hasta Uchumayo, mientras que Vivanco bajó hasta Tiabaya. Castilla decidió entonces  moverse por el flanco derecho del enemigo, pero las milicias locales estorbaron su avance, por lo que debió volver a Uchumayo. Vivanco, enterado del retroceso de Castilla, ordenó  a sus tropas que ocuparan el pueblo y las alturas de Uchumayo. En esas posiciones  permanecieron ambos ejércitos, intercambiando tiroteos durante 16 días.
Castilla empezó a sentir la carencia de víveres, pero esperó a que llegaran los refuerzos de José Félix Iguaín, que venían de Tacna. Ante ello, Vivanco ordenó a sus tropas que retrocedieran a Tiabaya, maniobra que aprovechó Iguaín para ocupar el pueblo de Uchumayo. Pero Castilla no quiso avanzar directamente cruzando el puente de Uchumayo, sino que atravesó el río más abajo, dirigiéndose hacia las pampas detrás de Cayma y, doblando a la derecha, ocupó la chacra de Tocrahuasi, que domina todo el pueblo de Cayma.
En la noche del 21 de julio de 1844 Castilla tomó nuevamente la ofensiva y avanzó sobre el flanco derecho de Vivanco, amaneciendo sobre Acequia Alta o Carmen Alto. Su ejército se dividía en cuatro brigadas: 
- La primera brigada, al mando del brigadier Agustín Lerzundi (Batallones Granaderos y Moquegua).
- La segunda brigada, al mando del coronel Francisco García del Barco (Tarapacá y Guías).
- La tercera brigada, a órdenes del coronel Luis La Puerta (Cuzco y Puno)
- La cuarta brigada, a órdenes del coronel José Félix Iguaín (Nacionales de Tacna y de Moquegua y tres escuadrones).

Otros cuatro escuadrones estaban al mando del general Carlos Lagomarsino. La artillería, distribuida entre la segunda y tercera brigada, la dirigían los generales Lerzundi e Isidro Frisancho. Castilla asumió la dirección y nombró general en jefe a San Román y jefe de Estado Mayor a Frisancho.
Por su parte, Vivanco se situó en Cayma y estableció allí su línea, cediendo en esta parte la iniciativa al enemigo.

## Escenario
El escenario donde se libró la batalla es una llanura que baja suavemente desde las faldas de la cordillera y termina en el pueblo de Carmen Alto, situado entre Cayma y Yanahuara. En dicha llanura se desplegó el ejército de Castilla, resguardado por los accidentes del terreno. 
Desde Carmen Alto, hasta Cayma (donde se hallaban acantonados los vivanquistas) hay un descenso por andenes, más o menos extendido.
Carmen Alto es un pueblo tranquilo y rodeado de paisajes maravillosos, desde donde se divisa a distancia la ciudad de Arequipa (conocida tradicionalmente como la Ciudad Blanca) y la verde campiña en torno. 

## La batalla

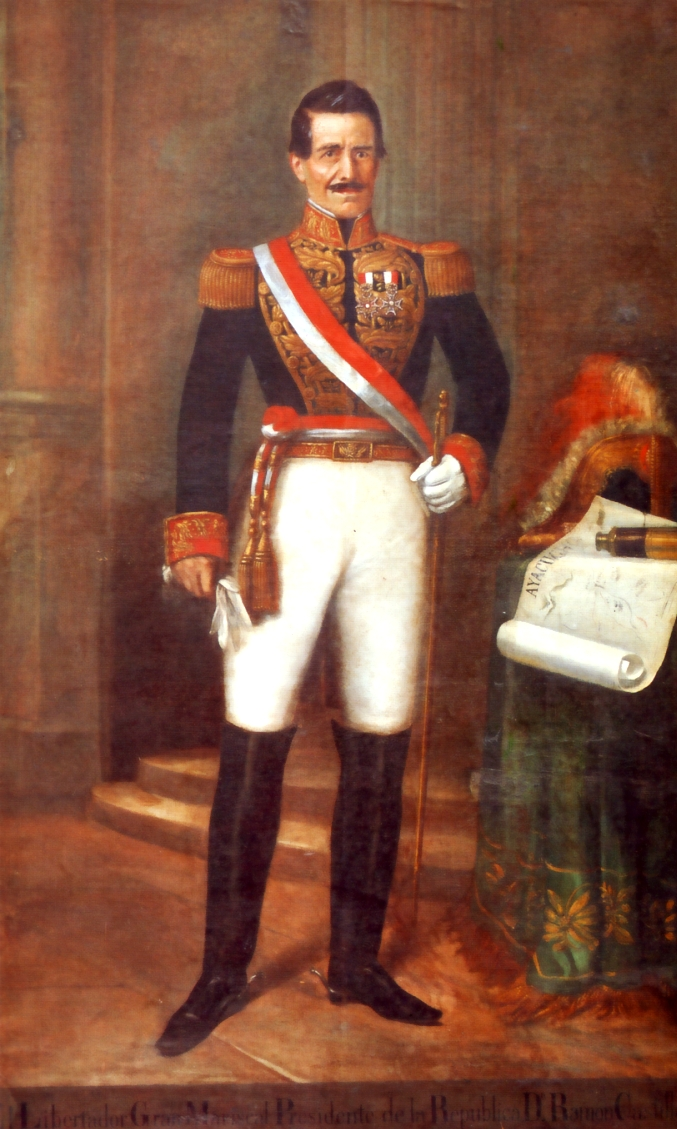
El mariscal Ramón Castilla.

Vivanco ordenó a los jefes de su vanguardia, Pezet y Lopera, que atacaran las posiciones de Castilla en Tocrahuasi. Pero pese a la energía que desplegaron en el ataque, los vivanquistas tuvieron que retirarse con numerosas bajas; el mismo Pezet (futuro presidente del Perú) resultó herido en la refriega.
A las 4:30 p. m. los vivanquistas reanudaron el ataque de manera sorpresiva, avanzando por los andenes. El fuego vivo que desataron sobre la línea castillista fue solo respondido por los nacionales de Tacna y Moquegua. 
Ante la amenaza de un ataque general de los vivanquistas, Castilla se puso al frente del batallón Gamarra y contuvo al enemigo por largo tiempo. Luego entraron en su apoyo, los batallones Puno y Tarapacá (por el centro), y el de Granaderos (por la derecha). El arrojo de los castillistas, que contaban con el apoyo de un solo cañón montado en ese frente, logró contener a los vivanquistas, que ya habían avanzado bastante. 
Vivanco, por lo accidentado del terreno, no podía hacer uso de su artillería y caballería, por lo que cometió el error de comprometer en la acción uno tras otro a sus ocho batallones de infantería, que sufrieron los estragos del fuego de los castillistas. 
Finalmente, la segunda línea del ejército castillista (compuesta por los batallones Cuzco, Moquegua y Guías y las compañías de Pachía), entró en acción, junto con la caballería, que amenazó el flanco izquierdo de los vivanquistas. Como ya anochecía, los castillistas se dispusieron a obrar con rapidez. Pero Vivanco no esperó la caída de la noche y ordenó a sus tropas sobrevivientes abandonar el campo. Así se consumó la victoria de Castilla.
El deán Valdivia, historiador de las revoluciones de Arequipa, afirma que Vivanco, al momento de librarse la lucha, se hallaba ocupado tratando de descifrar la inscripción del año en que había sido fundida la campana de la torre de la iglesia de Cayma, monumento de valor histórico. Fue en ese lapso que se libró la batalla de Carmen Alto. Cuando al fin decidió marchar al escenario de lucha, ya era muy tarde: sus batallones habían sido destrozados. Pero la versión vivanquista sostiene que Vivanco estaba en el campanario de esa iglesia para observar el campo de operaciones y que había dispuesto que la batalla se librara al día siguiente, pero la imprudencia de uno de sus oficiales, Lopera, precipitó la lucha. 
Castilla suspendió la persecución contra los vivanquistas a las siete de la noche y su ejército se concentró en Challapampa, donde esperó que amaneciese para entrar a la ciudad.
Por su parte, Vivanco, que había llegado a las 5:45 p. m. a la plaza de Arequipa, con su caballería y algunos batallones dispersos, dejó parte de estas fuerzas en la plaza y con el resto pasó a Miraflores. En la ciudad reinaba la confusión; algunos se refugiaban en los monasterios y otros huían lejos.
A las 11 de la mañana del día siguiente, Castilla entró en la ciudad y envió al doctor Juan Manuel Polar y Carasas para que tratara con Vivanco, ofreciéndole garantías. Vivanco, que había acantonado a sus tropas en el panteón de la Apacheta, rechazó la oferta. Y en la noche de ese mismo día partió a todo galope hacia el puerto de Islay donde se embarcó en el vapor mercante Perú. Llegó al Callao el 27 de julio, siendo apresado por Domingo Elías y desterrado a los pocos días.
Castilla se mostró magnánimo con los derrotados y no aplicó ninguna represión. Los arequipeños, que habían apoyado fervorosamente a Vivanco (como lo harían también en 1856-1858), aceptaron el nuevo orden de cosas, en vista que su caudillo no demostraba interés en seguir la lucha y más bien fugara abandonando a sus tropas.

## Consecuencias
Vencedor en el campo de batalla, Castilla cumplió con restablecer la Constitución de 1839. En consecuencia, y tras breve interinato de Justo Figuerola, el presidente del Consejo de Estado Manuel Menéndez reasumió el mando supremo el 7 de octubre de 1844, con la misión de hacer el traspaso constitucional del poder.
Menéndez cumplió con llamar a elecciones populares para Presidente de la República. El vencedor fue Castilla, quien asumió el poder el 20 de abril de 1845. El gobierno de Castilla, que se prolongó hasta 1851, significó el comienzo de una etapa de calma institucional y la organización del Estado Peruano, luego de dos décadas de guerras y convulsiones intestinas.